# Димитър Делян
Димитър Кръстев с псевдоним Димитър Делян е български филолог, писател и общественик. Наричан е „доайенът на българската уфология“.
Димитър Делян е роден през 1929 г. в град Пловдив. Има образование по българска филология и физика в Софийския университет. Работил е в сп. „Български воин“, сп. „Отечество“, сп. „Наша родина“ и други.
В областта на историческата публицистика Димитър Делян е автор на книгите „Райна Княгиня Българска“ (повест, 1967), „Стоте очи на Глазне“ (новели, 1970), „Книга за пароли“ (разкази, 1978), „Юнашка вяра“ (исторически роман, 1975), „Пришествие“ (исторически роман, 1978), „Стрелец“ (повест, 1981), „Все сме българи“ (исторически роман, 1982), „Глиненият ангел“ (роман, 1985), „Царство и страдание на българите“ (исторически роман, 2005). Издава и книгата за деца „Хижа за самотни души“ (2011).

### За НЛО
- Делян, Димитър. Сериозно за НЛО.   Пловдив, Христо Г. Данов, 1990. с. 432.
- Делян, Димитър. НЛО – нашествието продължава.   София, 5 Ф, 1991. с. 104.
- Делян, Димитър. Е.Т. или Извънземие.   София, Астрала, 1993. с. 176.
- Делян, Димитър. Българските аномалии.   София, Литера Прима, 2010. ISBN 978-954-738-159-9. с. 246.

### Други
- Делян, Димитър. Стоте очи на Глазне.   София, Държавно военно издателство, 1970. с. 216.
- Делян, Димитър. Тайната на Богомилите и мистерията Христос.   София, Литера Прима, 2006. ISBN 9547381334. с. 152.
- Делян, Димитър. Вече видяно – испанската следа.   София, Литера Прима, 2009. ISBN 9789547381575. с. 112.

## Сценарист
„Пришествие“ – български игрален филм по мотиви от едноименния роман (фантастичен, драма) от 1981 година, режисьор – Иванка Гръбчева, оператор – Яцек Тодоров, музика – Кирил Цибулка.